# San Martín Chalchicuautla
San Martín Chalchicuautla là một đô thị thuộc bang San Luis Potosí, México. Năm 2005, dân số của đô thị này là 21576 người.